# Dichrooscytus rugosus
Dichrooscytus rugosus är en insektsart som beskrevs av Knight 1968. Dichrooscytus rugosus ingår i släktet Dichrooscytus och familjen ängsskinnbaggar. Inga underarter finns listade i Catalogue of Life.